# Llorenç González
Llorenç González, all'anagrafe Llorenç González Ramírez (Barcellona, 1º ottobre 1984), è un attore spagnolo, noto per aver interpretato il ruolo di Andrés Cernuda Alarcón Salinas nella serie Grand Hotel - Intrighi e passioni (Gran Hotel).

## Biografia
Llorenç González è nato il 1º ottobre 1984 a Barcellona (Spagna), da genitori insegnanti ed ha un fratello che si chiama Robert, anch'egli attore.

## Carriera
Llorenç González quando era piccolo faceva già piccole rappresentazioni teatrali a casa. All'età di diciassette anni ha iniziato a studiare teatro. La passione per la recitazione lo ha portato a salire sul palco con musical della statura di Billy Elliot.
Nel 2007 ha fatto la sua prima apparizione sul piccolo schermo con il ruolo di Marc nella serie El cor de la ciutat. L'anno successivo, nel 2008, ha interpretato il ruolo di Pau nel cortometraggio Dídac i el technotaure. Nel 2009 e nel 2010 ha ricoperto il ruolo di Àlex Fernández nella serie Ventdelplà. Nel 2012 ha interpretato il ruolo di Bruno nel film El sexo de los ángeles diretto da Xavier Villaverde.
Dal 2011 al 2013 è stato scelto per interpretare il ruolo di Andrés Cernuda Alarcón Salinas nella serie Grand Hotel - Intrighi e passioni (Gran Hotel) e dove ha recitato insieme ad attori come Yon González e Amaia Salamanca. Nel 2014 ha interpretato il ruolo di Xavi nel cortometraggio Todos los sentidos diretto da Ruben Serra. Nello stesso anno ha ricoperto il ruolo di Teo nel film L'altra frontera diretto da André Cruz Shiraiwa. Sempre nel 2014 ha interpretato il ruolo di Chico nel film televisivo Distopia diretto da Koldo Serra.
Dal 2014 al 2016 è entrato a far parte del cast della serie Velvet, nel ruolo di Jonás Infantes. Nel 2016 ha ricoperto il ruolo di Sergi nella serie Cites. L'anno successivo, nel 2017, ha interpretato il ruolo di Eusebi Güell nella serie El ministerio del tiempo. Dal 2017 al 2019 è ritornato a ricoprire il ruolo di Jonás Infantes nella serie Velvet Collection, spin-off della serie Velvet. Nel 2019 e nel 2020 è entrato a far parte del cast della serie Per sempre (Amar es para siempre), nel ruolo di Jacobo.

## Filmografia

### Cinema
- El sexo de los ángeles, regia di Xavier Villaverde (2012)
- L'altra frontera, regia di André Cruz Shiraiwa (2014)

### Televisione
- El cor de la ciutat – serie TV, 1 episodio (2007)
- Ventdelplà – serie TV, 36 episodi (2009-2010)
- Grand Hotel - Intrighi e passioni (Gran Hotel) – serie TV, 39 episodi (2011-2013)
- Distopia, regia di Koldo Serra – film TV (2014)
- Velvet – serie TV, 36 episodi (2014-2016)
- Cites – serie TV, 2 episodi (2016)
- El ministerio del tiempo – serie TV, 1 episodio (2017)
- Velvet Collection (Velvet Colección) – serie TV, 21 episodi (2017-2019)
- Per sempre (Amar es para siempre) – serie TV, 47 episodi (2019-2020)

### Cortometraggi
- Dídac i el technotaure (2008)
- Todos los sentidos, regia di Ruben Serra (2014)

## Teatro
- El Misantrop di Molière, diretto da Pere Planella
- L'agressor di Thomas Jönigk, diretto da Carme Portaceli, presso il Nau Ivanow
- Fairy di Toni Matín e Carme Portaceli, diretto da Carme Portaceli, presso la Sala Ivanow
- J'arrive, diretto da Carme Portaceli e Marta Carrasco, presso il teatro Luchana di Madrid
- Que va passar quan la Nora va deixar el seu marit di Elfride Jelinnek, diretto da Carme Portaceli, presso il teatro Luchana di Madrid
- Els nois d’historia di Alan Bennet, diretto da Josep Maria Pou, presso il teatro Goya
- L'Auca del senyor Esteve di Santiago Russiñol, presso il teatro Luchana di Madrid
- Prometeu di Èsquil, diretto da Carme Portacelli, presso El Grec
- Misteri de dolor di Adrià Gual, di Manel Dueso, presso il teatro Luchana di Madrid
- Prometeo, diretto da Carme Portaceli, presso il teatro Valle Inclán
- Ocells i llops, diretto da Lurdes Barba, presso il teatro Luchana di Madrid
- Las dos bandoleras, diretto da Carme Portaceli, presso il teatro Pavon
- Billy Elliot, presso il teatro Alcalá
- Tocando al frente di Llorenç González, diretto da Llorenç González e Iñigo Asiain, presso il teatro Luchana di Madrid e il teatro El Maldà di Barcellona

## Doppiatori italiani
Nelle versioni in italiano dei suoi film e delle sue serie TV, Llorenç González è stato doppiato da:
- Alessandro Campaiola[36] in Grand Hotel - Intrighi e passioni[37]
- Gabriele Lopez[38] in Velvet[39], in Velvet Collection[40]

## Riconoscimenti
- Spanish Actors Union
  - 2014: Candidato come Miglior attore maschile per la serie Grand Hotel - Intrighi e passioni (Gran Hotel)